# Tramontata è la luna
Tramontata è la luna (fr. 168b Voigt) è una breve lirica della poetessa Saffo che esprime una raffinata e malinconica riflessione notturna.

## Testo
(Traduzione di Giulio Guidorizzi)

## Analisi
Il componimento è un distico di tetrametri ionici a maiore, secondo quanto riporta Efestione o un tetrastico di enopli o di paragliconei o agesicorei secondo i moderni. Il frammento, di sapore popolare ma comunque raffinato, esprime una solitudine amorosa notturna, che un io parlante femminile traspone nel tramonto della luna, mentre il tempo inesorabilmente passa. È ormai accettata pressoché da tutti la valenza erotica del carme - si veda in particolare l'accezione del verbo κατεύδω (v. 4) già erotica in Omero (cfr. Od. VIII, 313) - in cui l'io lirico si tormenta per l'assenza della persona amata. Secondo Luigi Enrico Rossi il frammento sarebbe un carme di congedo in onore di una compagna, che si allontana dal tiaso per andare sposa. È in ogni caso certo che si tratti di uno dei testi più raffinati della lirica greca, come si può notare ad esempio dall'elegante contrapposizione fra il tempo oggettivo della notte e quello soggettivo della persona loquens e tale costruzione amplifica il senso di inquietudine, difatti come ha osservato Gennaro Perrotta:"il tramonto della luna e delle Pleiadi, nella sua semplicità nuda, sembra che stia soltanto ad indicare la tardezza dell'ora; e invece accresce la solitudine e lo struggimento, come se, caduta la luna dal cielo, nella notte senza più luce, anche dal cuore della donna cadesse ogni speranza". 

## Traduzioni d'autore
Il frammento 168b Voigt ha avuto tra i traduttori una grande fortuna e numerose sono le traduzioni d'autore che è possibile ricordare. Fra queste c'è quella di Ugo Foscolo, presente nella sua raccolta Versi dell'adolescenza, in cui in una nota scrisse "È tale questo Frammento che può stare da sé solo, senza che rendasi oscuro e insipido. Per me vorrei con qualch'altro crederlo un'Ode, senza che la sua brevità mal contrasti, giacché abbiamo l'esempio di Anacreonte e d'altri di quell'età, che scrissero odi sì brevi". Nella sua traduzione sono da segnalare l'aumento di versi (da quattro a otto), l'ordine inverso dei primi due soggetti ("Pleiadi" - "Luna") e l'inserimento di elementi assenti nel testo greco, quali l'aggettivo "bruna" riferito alla notte, il complemento di luogo "in le piume" e il complemento di modo "in pianto". Anche Giacomo Leopardi si è cimentato in una traduzione, che sembra però quasi più una riscrittura dilatata e modificante l'originale senso attraverso l'inserimento di alcuni particolari come l'aggiunta dell'elemento paesaggistico del mare. C'è poi la traduzione di Salvatore Quasimodo che si mantiene piuttosto fedelmente al testo greco, interpretando però erroneamente ὤρα (v. 3) come "giovinezza" che stona con il contesto evocato nei versi precedenti. Vi è anche la traduzione di Cesare Pavese, che si caratterizza per l'assoluta fedeltà all'originale saffico, in linea con la volontà del traduttore che precisò di voler lavorare in modo "oggettivo, filologico-interlineare" nella traduzione dei classici. È infine possibile ricordare la traduzione in inglese del poeta statunitense Robert Lowell, che risulta piuttosto letterale con l'unica modifica significativa che si identifica con la soppressione del soggetto "Pleiadi". Una recente trasposizione si trova nel libro "I lirici greci" di Lido Pacciardi, con prefazione di Pasquale Balestriere.

## Discussioni sull'attribuzione
L'attribuzione a Saffo di questo frammento è stata a lungo contestata: citato come anonimo da Efestione (XI, 5), riacquisisce la maternità saffica solo in Apostolio (V, 98). Le contestazioni erano sorte per il tono popolare e per l'allusione ad una situazione giudicata troppo scabrosa per la poetica saffica ed infine per la presenza di forme non eoliche, ma in tutte le edizioni moderne questo frammento è ormai comunemente attribuito alla poetessa di Lesbo. Le argomentazioni più articolate in difesa dell'autenticità di questo frammento si trovano presso Benedetto Marzullo  .

## Le notazioni astronomiche nel frammento
Dalla lirica è possibile ricavare implicite indicazioni astronomiche che permettono di collocare temporalmente quanto avviene all'interno del frammento. Le Pleiadi, appartenenti alla costellazione del Toro, fin dai primordi erano adatte a segnalare i cambiamenti stagionali, in particolare i periodi propizi per i lavori agricoli e per la navigazione. Incrociando il dato della visibilità delle Pleiadi e della mezzanotte si evince che il periodo dell'anno deve essere compreso tra la metà di gennaio e la fine di marzo del calendario moderno, c'è poi chi addirittura si spinge a restringere il periodo a quello compreso tra la seconda metà di gennaio e la prima metà di febbraio. Vi è anche la convinzione che il pubblico dell'epoca, che aveva familiarità con l'osservazione del cielo, sapesse apprezzare tali indicazioni temporali e ciò avrebbe contribuito all'espressività della poesia.